# سابينه بوت
سابينه بوت Sabine Both (ولدت في عام 1970) هي كاتبة روائية ألمانية، تميزت بكتابة روايات للشباب.

## حياتها
تعيش سابينه بوت في كولونيا، التي درست بها فنون السينما في المدرسة الدولية لفنون السينما. واشتهرت برواياتها التي تصنف ضمن أدب الشباب، والتي تتناول موضوع الحب، وخاصة موضوع الحب الأول، كما في روايتها الأولى «انتقال للعيش بين السحاب» التي نشرت في عام 2002, وكذلك روايتها «وصف الطبيب خفقانا للقلب».
وبجانب تلك الروايات فقد كتبت سابينه بوت روايات للبالغين، مثل رواية «الحب والسيد أوتو وأنا».

## أعمالها
- انتقال للعيش بين السحاب 2002
- الحب والسيد أوتو وأنا 2006
- وصف الطبيب خفقانا للقلب